# Resolutie 1706 Veiligheidsraad Verenigde Naties
Resolutie 1706 van de Veiligheidsraad van de Verenigde Naties werd op 31 augustus 2006 door de VN-Veiligheidsraad aangenomen met 12 stemmen voor tegen 3 onthoudingen van China, Qatar en Rusland. De resolutie breidde de VN-vredesmacht in Soedan uit tot meer dan 20.000 manschappen, zette de macht in in het conflictgebied Darfur en breidde ook het mandaat van de missie uit.

## Achtergrond
Al in de jaren 1950 was het zwarte zuiden van Soedan in opstand gekomen tegen het overheersende Arabische noorden. De vondst van aardolie in het zuiden maakte het conflict er enkel maar moeilijker op. In 2002 kwam er een staakt-het-vuren en werden afspraken gemaakt over de verdeling van de olie-inkomsten. Verschillende rebellengroepen waren hiermee echter niet tevreden en in 2003 ontstond het conflict in Darfur tussen deze rebellen en de door de regering gesteunde Janjaweed-milities. Die laatsten gingen over tot etnische zuiveringen en in de daaropvolgende jaren werden in Darfur grove mensenrechtenschendingen gepleegd, waardoor miljoenen mensen op de vlucht sloegen.

## Inhoud

### Waarnemingen
De Afrikaanse Unie had een vredesmacht in Soedan. Het geweld in de regio Darfur bleef echter doorgaan en naast Soedan zelf werden ook Tsjaad en de Centraal-Afrikaanse Republiek hierdoor getroffen. Daardoor bekoelden ook de betrekkingen tussen Soedan en Tsjaad. De Veiligheidsraad veroordeelde nog eens alle schendingen van de mensenrechten die in Darfur plaatsgrepen en was ook bezorgd om de veiligheid van hulpverleners.

### Handelingen
Het mandaat van de UNMIS-vredesmacht werd uitgebreid en de missie zou ook worden ingezet in Darfur. De Soedanese regering van nationale eenheid werd hiervoor om haar toestemming gevraagd. Verder werd de vredesmacht versterkt met 17.300 manschappen en een civiel component van 3300 politiepersoneelsleden en 16 politie-eenheden. Op verzoek van de secretaris-generaal konden
bijkomende tijdelijke versterkingen geautoriseerd worden.
De secretaris-generaal werd gevraagd met de Afrikaanse Unie samen te zetten om de overgang van de vredesmissie van de AU, AMIS, naar een VN-vredesoperatie te regelen. Hij werd ook gevraagd AMIS tot dan te versterken met VN-middelen.
Het mandaat van UNMIS bestond erin de uitvoering van het Darfur-vredesakkoord van 5 mei te ondersteunen. Haar taken hielden onder meer in: toezicht op het staakt-het-vuren en de bewegingen van gewapende groepen, schendingen van het akkoord onderzoeken, meewerken aan een demobilisatie- en herintegratieprogramma voor ex-strijders en de organisatie van de geplande volksraadplegingen en promotie maken rond het vredesproces.
Ten slotte kreeg de vredesmacht toestemming om alle mogelijke middelen aan te wenden om VN-personeel en materieel en de bewegingsvrijheid van VN-personeel en hulpverleners te vrijwaren, verstoringen van het vredesproces en aanvallen op de bevolking te voorkomen en wapens in Darfur die in strijd waren met resolutie 1556 in beslag te nemen.

## Verwante resoluties
- Resolutie 1672 Veiligheidsraad Verenigde Naties
- Resolutie 1679 Veiligheidsraad Verenigde Naties
- Resolutie 1709 Veiligheidsraad Verenigde Naties
- Resolutie 1713 Veiligheidsraad Verenigde Naties

Lijst ·  1652 ·  1653 ·  1654 ·  1655 ·  1656 ·  1657 ·  1658 ·  1659 ·  1660 ·  1661 ·  1662 ·  1663 ·  1664 ·  1665 ·  1666 ·  1667 ·  1668 ·  1669 ·  1670 ·  1671 ·  1672 ·  1673 ·  1674 ·  1675 ·  1676 ·  1677 ·  1678 ·  1679 ·  1680 ·  1681 ·  1682 ·  1683 ·  1684 ·  1685 ·  1686 ·  1687 ·  1688 ·  1689 ·  1690 ·  1691 ·  1692 ·  1693 ·  1694 ·  1695 ·  1696 ·  1697 ·  1698 ·  1699 ·  1700 ·  1701 ·  1702 ·  1703 ·  1704 ·  1705 ·  1706 ·  1707 ·  1708 ·  1709 ·  1710 ·  1711 ·  1712 ·  1713 ·  1714 ·  1715 ·  1716 ·  1717 ·  1718 ·  1719 ·  1720 ·  1721 ·  1722 ·  1723 ·  1724 ·  1725 ·  1726 ·  1727 ·  1728 ·  1729 ·  1730 ·  1731 ·  1732 ·  1733 ·  1734 ·  1735 ·  1736 ·  1737 ·  1738